# サッカーブータン代表
サッカーブータン代表（サッカーブータンだいひょう）は、ブータンサッカー連盟（BFF）によって編成されるサッカーのナショナルチームである。ホームスタジアムは首都、ティンプーにあるチャンリミタン・スタジアム。

## 歴史
2000年に国際サッカー連盟（FIFA）に加盟。同年2月にはAFCアジアカップ2000・予選に初めて参加したが、クウェートに0-20という記録的な敗北を喫するなど、5戦全敗、2得点42失点という結果に終わる。
2002年6月30日、当時FIFAランキング202位だったブータンは、203位だったモントセラトと最下位決定戦「アザー・ファイナル」を行い、これに4-0で勝利し、記念すべき国際試合初勝利を挙げた。
2015年3月、3年後に控えるロシアW杯のアジア1次予選でスリランカと対戦。アウェーでの第1戦を1-0で勝利すると、ホームでの第2戦も2-1で勝利し、ワールドカップ予選初参加にして初の2次予選進出を決めた。なお、当時のFIFAランキングはブータンが最下位の209位、スリランカが174位で、翌月はブータンが163位に急上昇した。同年9月から始まった2次予選では、カタール、中国、香港、モルディブと同組になり、8戦全敗5得点52失点グループ最下位で敗退となった。なお、ホームで行われた香港戦では後半44分まで無失点を通し、モルディブ戦では先に4点リードされながらも後半終了間際に3点を返し勝ち点獲得まであと一歩のところまで迫るなど健闘した。そして2016年9月 - 10月のアジアカップ2019・予選のプレーオフ第2ラウンドへ回ることとなった。プレーオフではバングラデシュにアウェー0-0、ホーム3-1の成績で勝利し3次予選へ進出した。その3次予選では初戦敵地でオマーンに0-14、第4節ではパレスチナにこれも敵地で0-10と大敗を喫するなど4節までで4戦全敗で早々に予選敗退が決定した。
なお、公式試合で2018年現在ブータン代表が勝利したことのあるチームはバングラデシュ、アフガニスタン、スリランカ、グアム、モントセラトである。

## FIFAワールドカップ
- 歴代記録（FIFA加盟（2000年）以降について記載）
  - 2006年 - 不参加
  - 2010年 - 棄権
  - 2014年 - 不参加
  - 2018年 - 予選敗退
  - 2022年 - 予選敗退
  - 2026年 - 予選敗退

## AFCアジアカップ
- 歴代記録（ブータンサッカー連盟設立（1983年）以降について記載）
  - 1984年 - 不参加
  - 1988年 - 不参加
  - 1992年 - 不参加
  - 1996年 - 不参加
  - 2000年 - 予選敗退
  - 2004年 - 予選敗退
  - 2007年 - 不参加
  - 2011年 - 不参加
  - 2015年 - 不参加
  - 2019年 - 予選敗退
  - 2023年 - 予選敗退
  - 2027年 - 予選敗退

## 南アジアサッカー選手権の成績
| 開催年 | 結果               | 試合   | 勝利   | 引分   | 敗戦   | 得点   | 失点   |
| ------ | ------------------ | ------ | ------ | ------ | ------ | ------ | ------ |
| 1993   | 不参加             | 不参加 | 不参加 | 不参加 | 不参加 | 不参加 | 不参加 |
| 1995   | 不参加             | 不参加 | 不参加 | 不参加 | 不参加 | 不参加 | 不参加 |
| 1997   | 不参加             | 不参加 | 不参加 | 不参加 | 不参加 | 不参加 | 不参加 |
| 1999   | 不参加             | 不参加 | 不参加 | 不参加 | 不参加 | 不参加 | 不参加 |
| 2003   | グループリーグ敗退 | 3      | 0      | 0      | 3      | 0      | 11     |
| 2005   | グループリーグ敗退 | 3      | 0      | 0      | 3      | 1      | 9      |
| 2008   | ベスト4            | 4      | 1      | 1      | 2      | 5      | 6      |
| 2009   | グループリーグ敗退 | 3      | 0      | 0      | 3      | 0      | 17     |
| 2011   | グループリーグ敗退 | 3      | 0      | 0      | 3      | 0      | 16     |
| 2013   | グループリーグ敗退 | 3      | 0      | 0      | 3      | 4      | 16     |
| 2015   | グループリーグ敗退 | 3      | 0      | 0      | 3      | 1      | 9      |
| 2018   | グループリーグ敗退 | 3      | 0      | 0      | 3      | 0      | 9      |
| 合計   | 8/12               | 22     | 1      | 1      | 23     | 7      | 93     |

## AFCチャレンジカップ
- 2006年 - グループリーグ敗退
- 2008年 - 予選敗退
- 2010年 - 予選敗退
- 2012年 - 予選敗退
- 2014年 - 不参加

## 歴代監督
- アーリ・スカンズ 2002
- 行徳浩二 2008-2010
- 松山博明 2010-2012
- 小原一典 2012-2015
- 築舘範男 2015.3- 2015.10

## 歴代選手

### GK
- キンザン・ゲルツェン

### DF
- ジグメ・トシェリン・ドルジ
- ナムゲ・テンジン・ツェリン
- ニマ・ワンディ
- テンジン・ドルジ

### MF
- チミ・ドルジ
- ツェリン・ドルジ
- ビレン・バスネト
- レンドゥプ・ドルジ

### CF
- チェンチョ・ゲルツェン
- イェシュイ・ドルジ
- ツェリン・ワンディ
- ソナム・トブゲ